# Lécousse
Lécousse é uma comuna francesa na região administrativa da Bretanha, no departamento Ille-et-Vilaine. Estende-se por uma área de 11,04 km². Em 2010 a comuna tinha 3 335 habitantes (densidade: 302,1 hab./km²).